# Yamaha XZ 550
Yamaha XZ 550 je motocykl kategorie naked bike, vyvinutý firmou Yamaha, vyráběný v letech 1982–1983. Verze S je navíc vybavena polokapotáží. Pro Japonsko se vyráběla verze XZ 400.
Motocykl měl být ve své době moderní sportovní konkurencí pro dvouválcovou Hondu CX 500, na rozdíl od klasických řadových čtyřválců Yamaha XJ 550 a Yamaha XJ 650. Motor je kapalinou chlazený vidlicový dvouválec s úhlem 70°, na každý válec jsou čtyři ventily. Poprvé použila Yamaha airbox nad karburátory. Výkon motoru 64 koní byl v některých zemích, např. v Německu, snížen na 50 koní. Motor je podvěšen v ocelovém rámu svařeném z trubek kulatého průměru. Centrální jednotka zadní kyvné vidlice Monoshock je ukryta pod sedlem v téměř vodorovné poloze. Sekundární převod je kardanem, stejně jako u Hondy CX 500, pneumatiky jsou osmnáctipalcové, kola jsou litá čtyřpaprsková, vpředu dva brzdové kotouče, vzadu buben. U prvního modelového roku byla problémem díra ve výkonu motoru kolem 3000 otáček.

## Technické parametry
- Rám: trubkový ocelový
- Suchá hmotnost:
- Pohotovostní hmotnost: 215 kg
- Maximální rychlost: 180 km/hod
- Spotřeba paliva: